# Exochus borealis
Exochus borealis là một loài tò vò trong họ Ichneumonidae.